# Spanska F3-mästerskapet 2008
Spanska F3-mästerskapet 2008 vanns av Gérman Sánchez.

## Delsegrare
| Bana            | Vinnare                 | Vinnare                 |
| --------------- | ----------------------- | ----------------------- |
| Jarama          | Jaime Alguersuari       | Bruno Méndez            |
| Spa             | Nicola de Marco         | Gustavo Yacamán         |
| Albacete        | Gérman Sánchez          | Nicola de Marco         |
| Valencia street | Jaime Alguersuari       | Gérman Sánchez          |
| Valencia steet  | Thor-Christian Ebbesvik | Inget race              |
| Magny-Cours     | Nelson Panciatici       | Gérman Sánchez          |
| Valencia        | Jaime Alguersuari       | Gérman Sánchez          |
| Jerez           | Adrián Campos Jr.       | Thor-Christian Ebbesvik |
| Barcelona       | Roberto Merhi           | Roberto Merhi           |

## Slutställning
| Plats | Förare            | Poäng |
| ----- | ----------------- | ----- |
| 1     | Gérman Sánchez    | 97    |
| 2     | Nelson Panciatici | 95    |
| 3     | Natacha Gachnang  | 76    |
| 4     | Nicola de Marco   | 74    |
| 5     | Bruno Méndez      | 65    |
| 6     | Will Bratt        | 63    |
| 7     | Jaime Alguersuari | 61    |
| 8     | Adrián Campos Jr. | 57    |